# EUFORGEN

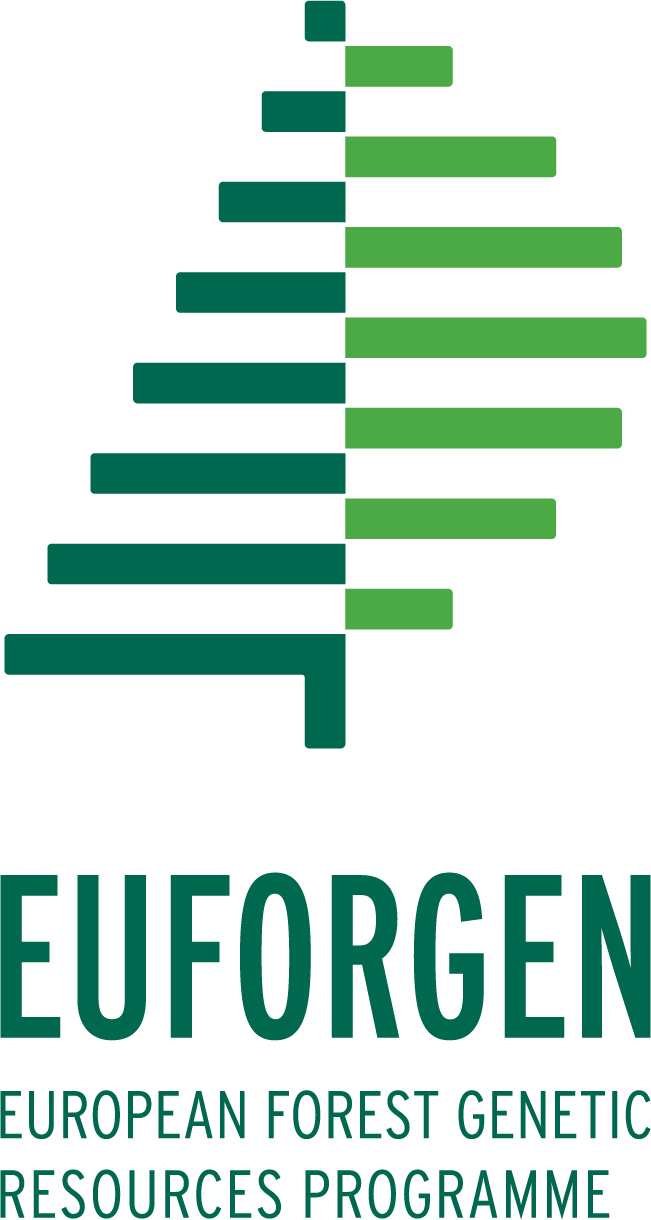
Logo von EUFORGEN (2020)

Das Europäische Programm für forstgenetische Ressourcen (EUFORGEN) ist ein internationales Netzwerk zum Erhalt und der nachhaltigen Nutzung forstgenetischer Ressourcen in Europa. Zu den Kernaufgaben des Programms gehören die Koordinierung und Unterstützung der In-situ- und Ex-situ-Erhaltung forstgenetischer Ressourcen, die Förderung des Informationsaustauschs und der internationalen Zusammenarbeit, sowie die Sensibilisierung der Öffentlichkeit für die Bedeutung der Erhaltung forstgenetischer Ressourcen.
EUFORGEN wird von den Mitgliedsländern finanziert und agiert in Arbeitsgruppen, die von Experten aus ganz Europa gebildet werden. In enger Zusammenarbeit werden Wissen ausgetauscht, Politiken und Praktiken analysiert und wissenschaftsbasierte Strategien entwickelt, um das Management forstlicher Genressourcen zu verbessern. EUFORGEN wurde 1994 gegründet, das Sekretariat befindet sich in Barcelona, und wird vom Europäischen Forstinstitut betrieben.